# Iglesia de Santo Domingo (Ciudad de México)
La Iglesia de Santo Domingo es un templo barroco del siglo XVIII y es todo lo que queda de lo que fue el importante convento de la Orden de Santo Domingo, en la Ciudad de México. Se localiza en el centro histórico de la ciudad, en la Plaza 23 de mayo, y frente al costado norte de la Plaza de Santo Domingo, bastante cerca de la catedral.
En ella se encuentra enterrado Tlacahuepantzin Yohualicahuacatzin, más conocido como Pedro de Moctezuma, uno de los hijos de Moctezuma II, muerto en 1570.
Esta iglesia también conserva la tumba del conquistador y explorador Francisco Vázquez de Coronado. El guio una expedición hacia el norte descubriendo lo que hoy en día es el Sur de Estados Unidos. Una de las más grandes hechas en el Norte. 

## Historia

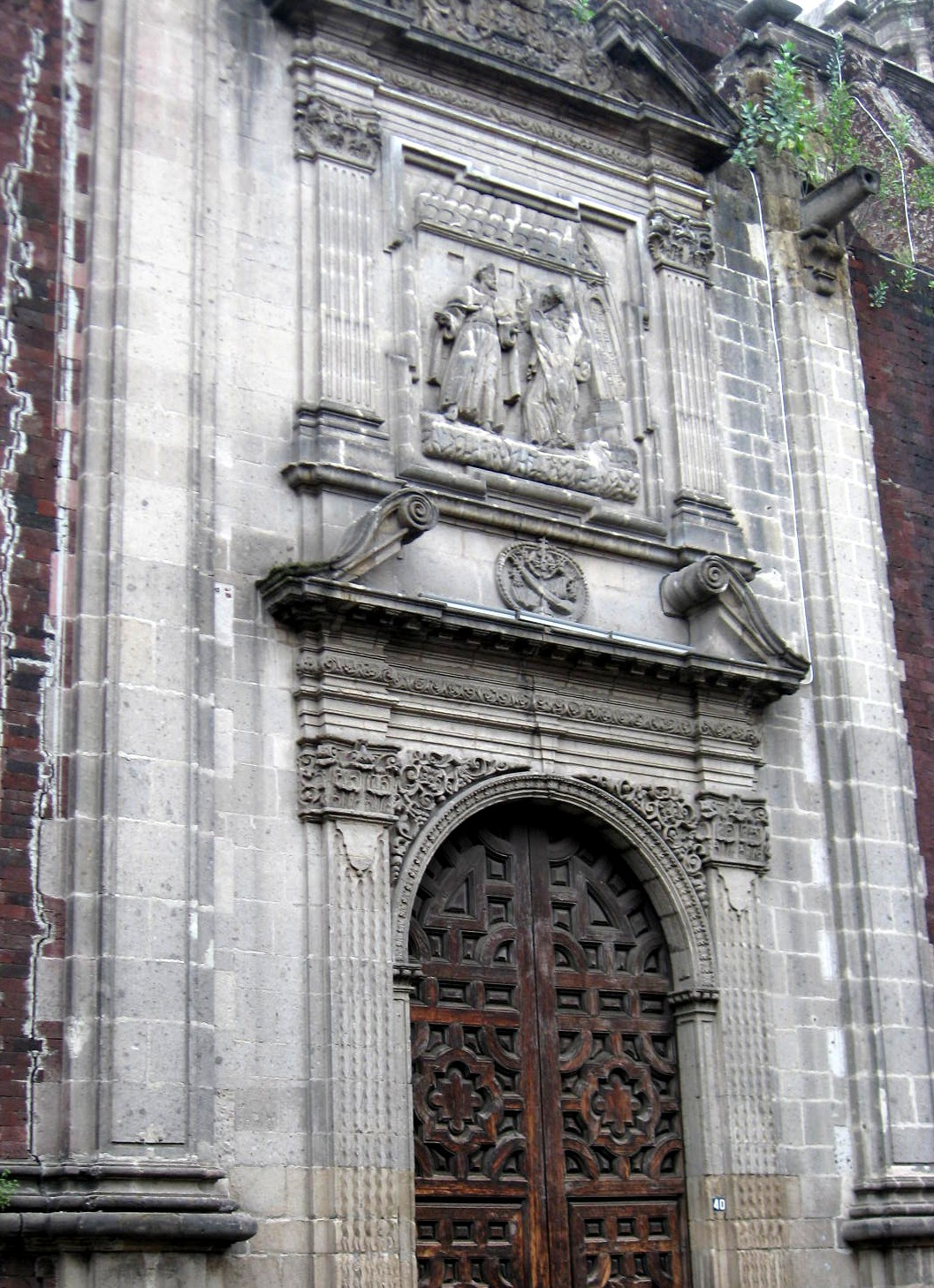
Portada de la fachada oriental.

La construcción de un sencillo y pequeño templo se inició poco después de la conquista de la ciudad, hacia 1527, para ser concluida hacia 1530. Se reconstruyó por primera vez entre 1556 y 1571, para ampliar las dependencias del convento y capillas alrededor del templo principal. Esa segunda iglesia fue dañada severamente durante una inundación de la ciudad, y se decidió volver a reconstruirlo, en un fastuoso estilo barroco diseñado por Pedro de Arrieta, durante la primera mitad del siglo XVIII, cuando tomó su aspecto actual. A finales del siglo XVIII se introdujeron cambios en el interior con decoraciones neoclásicas.
El conjunto conventual sufrió daños irreparables con la desamortización de los bienes de la Iglesia. Al abrirse la calle de Leandro Valle, que pasa justo al lado del templo, se destruyó el monasterio y las capillas que rodeaban a la iglesia; de éstas, sólo se conserva la Capilla del Señor de la Expiración, al suroeste del templo de Santo Domingo. La barda del atrio fue demolida y el atrio se convirtió en la Plaza 23 de Mayo. Sufrió daños con el temblor del 19 de septiembre de 2017.

### Prisión de José Cecilio del Valle
El prócer Hondureño oriundo de la ciudad de Choluteca estuvo detenido dentro del convento. El emperador Iturbide ordenó en prisión a José Cecilio del Valle, pero siete meses después este lo hizo su Ministro de Relaciones Exteriores. El 26 de febrero de 1823 a las 6 P. m. Se presentó un oficial a su celda, con un comunicado en el cual se le informaba su nombramiento como Secretario de Estado de Relaciones y que pasara a Zapaluta lugar donde se encontraba el emperador. En la reunión con Iturbide, éste le hizo oficial su nombramiento, pero Valle lo rechazó diciéndole que no tenía "Todos los conocimientos necesarios de la nación", entre otras cosas. 
Pero sus explicaciones fueron en vano, Iturbide no las aceptó, siguiendo insistiendo en otorgarle el cargo, y Valle se vio en la imperiosa necesidad de tomar las riendas del ministerio. Según algunos historiadores, con este nombramiento, el Emperador trataba de compensar a Valle por los "males" que él le había causado nombrarlo su ministro de asuntos exteriores. Sin embargo, los acontecimientos históricos indican, que para esa tiempo, el Imperio de Iturbide estaba en su etapa agonizante. Por lo que Iturbide pensó, que quizás, el talento diplomático del Hondureño podría ayudarle a salvar su imperio.

## Descripción

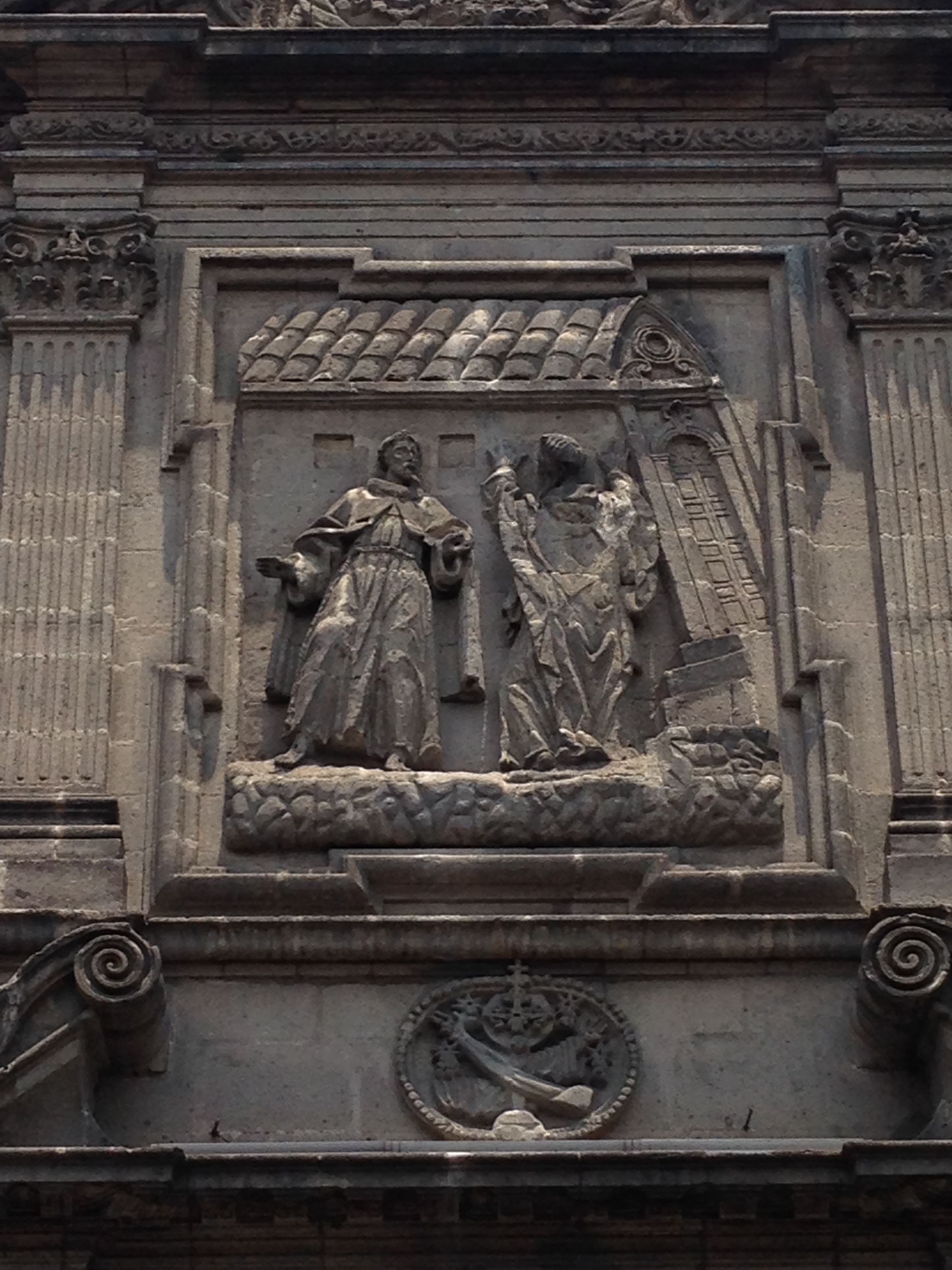
Santo Domingo y San Francisco de Asís en la fachada oriental de la Iglesia de Santo Domingo.

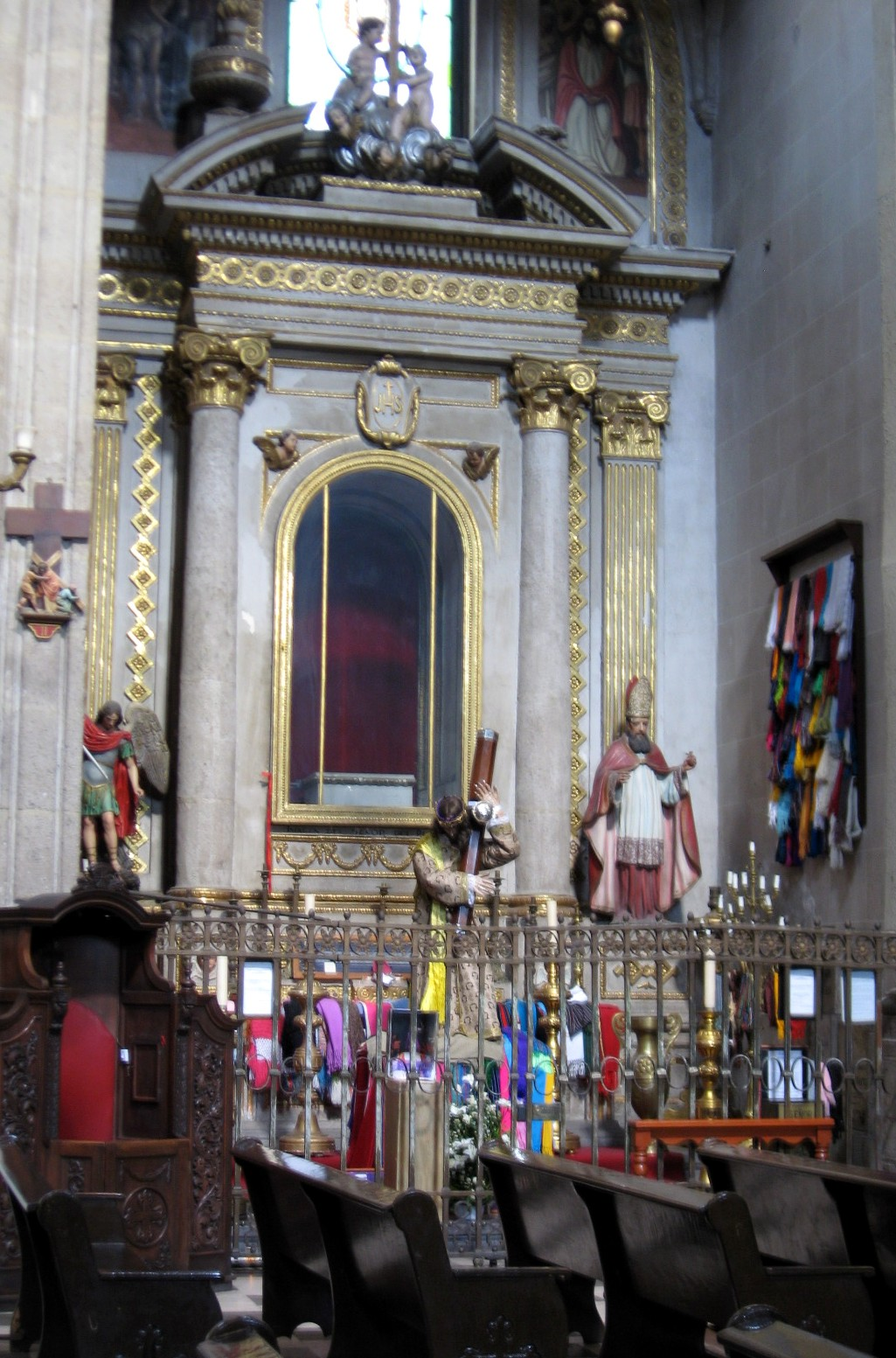
El Señor del Rebozo.

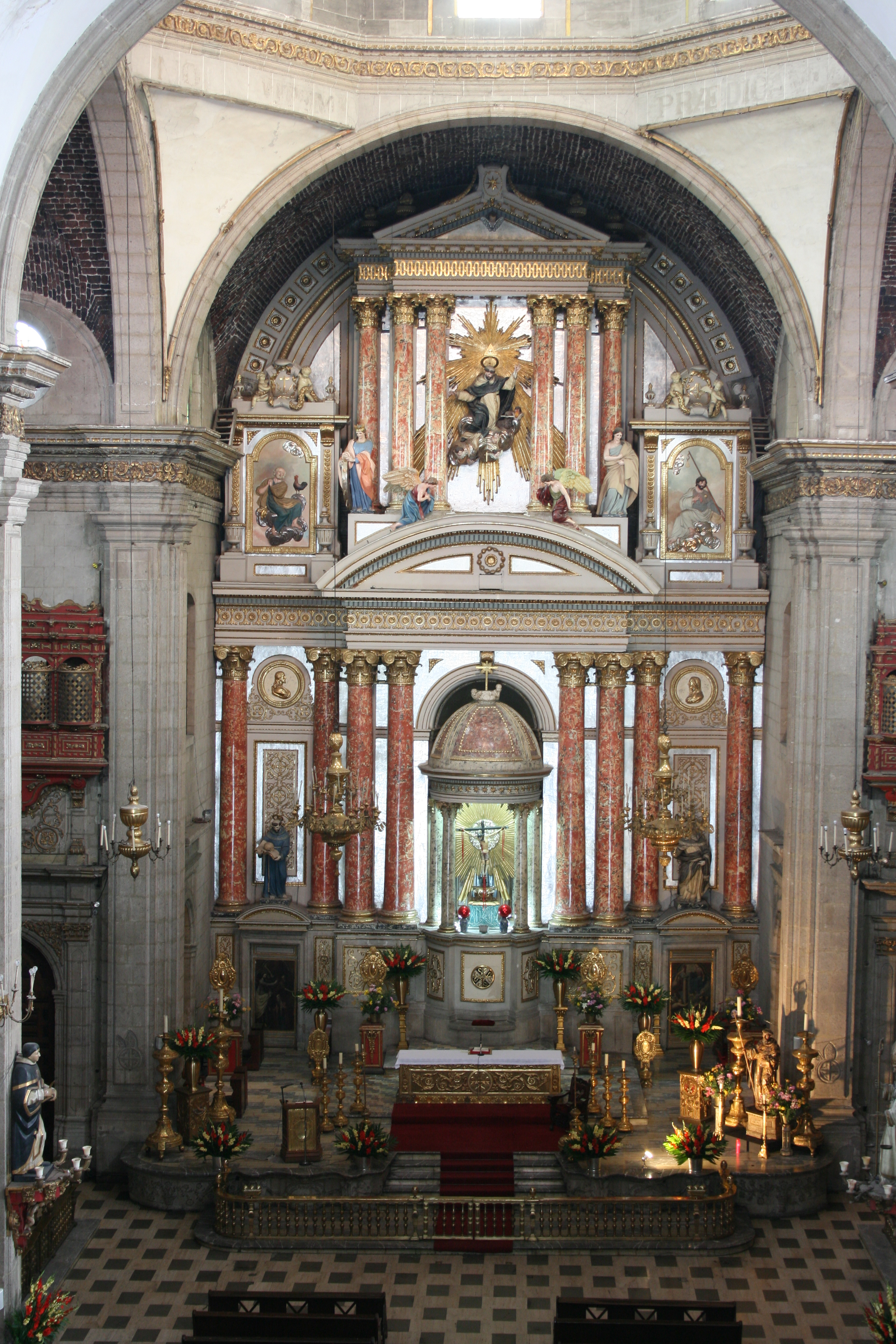
Retablo mayor, de Manuel Tolsá.

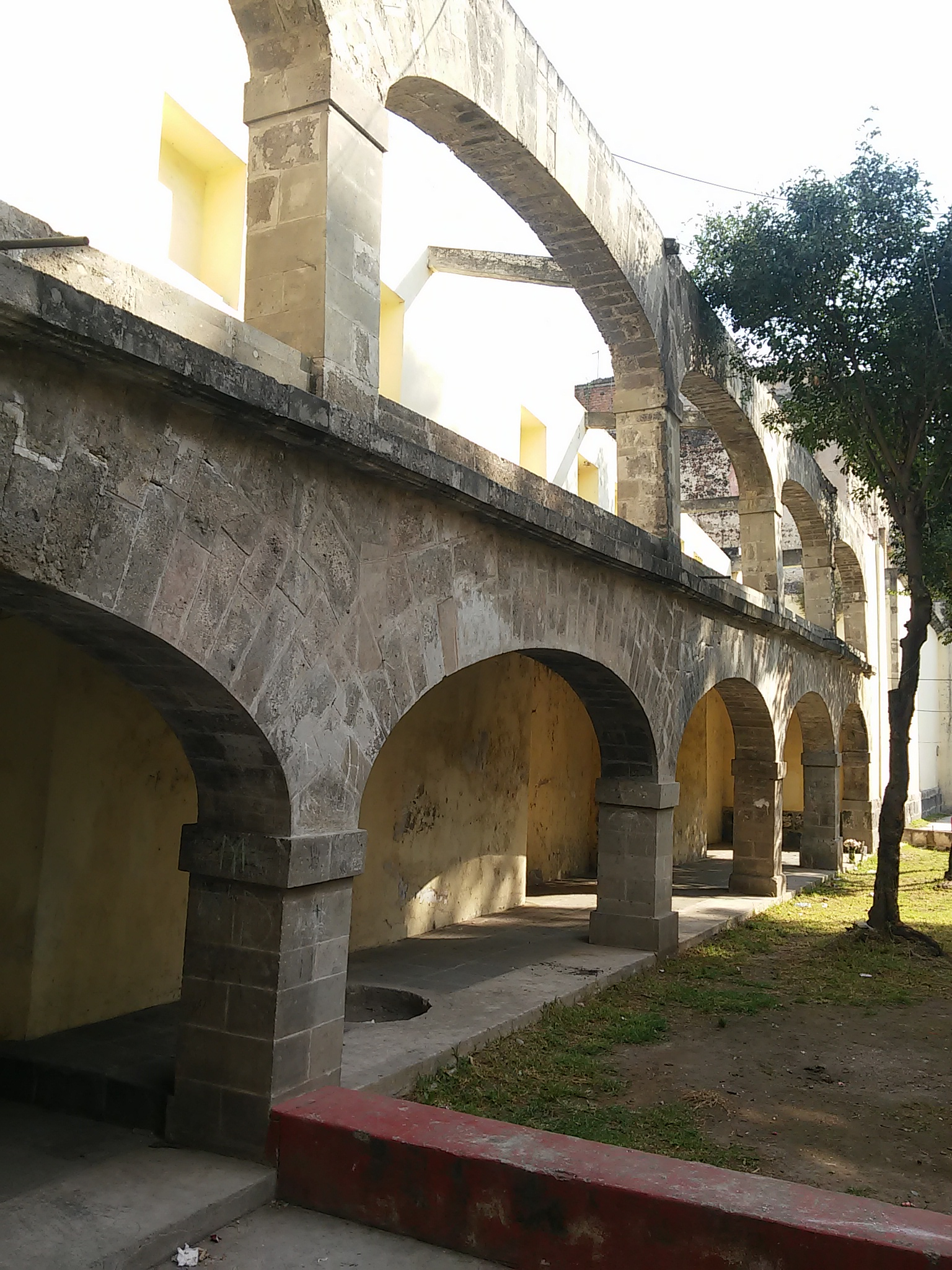
Arcos del convento, ubicados en el interior de la unidad habitacional localizada en la calle república de Chile 47

El templo de Santo Domingo es una construcción barroca construida con cantera gris y revestimientos de tezontle. La fachada principal, en el costado sur, consiste de una sola portada y una esbelta torre con dos campanarios. La portada es de estilo Barroco y tiene tres cuerpos. En el primer cuerpo, flanqueando la puerta, las esculturas de san Agustín y san Francisco de Asís; sobre este cuerpo, en el centro, un tablero de piedra con un relieve de santo Domingo recibiendo, en presencia del Espíritu Santo, el báculo de peregrino de manos de san Pedro (a la izquierda) y las epístolas de san Pablo (a la derecha); en el tercer cuerpo, en medio de dos ventanas, un tablero con el motivo de la Asunción de María. En el primer y segundo cuerpos podemos apreciar 6 columnas tritóstilas en cada uno.
En la portada de la fachada oriental, sobre la puerta hay un relieve de santo Domingo y san Francisco de Asís sosteniendo la basílica de San Juan de Letrán.
Los arcos que se aprecian a la izquierda del templo no son originales, fueron construidos durante las obras de restauración de la zona con motivo de la Olimpiada de 1968 por razones estéticas, para ocultar la entrada de la calle de Leandro Valle y armonizar el conjunto. Dichos arcos albergan un salón de usos múltiples y un elevador.
El coro que, situado sobre la entrada del templo, tiene forma de herradura con tribunas que se proyectan sobre Ia nave y es, en conjunto, una de las más hermosas partes del templo por el equilibrio que muestra. La sillería de madera labrada es del siglo XVIII y en la parte central de Ia pintura adosada al muro se localizan, de arriba hacia abajo, Ia Trinidad, en medio Ia Virgen María y más abajo Jesús crucificado, centro geográfico del conjunto.
El templo tiene planta de cruz latina y una sola nave longitudinal cortada en el norte por un transepto. La bóveda es de cañón, fue construida con tezontle y se sustenta en los magníficos arcos de cantera. Tanto la nave como el transepto tienen en sus extremos ábsides semicirculares, con enormes retablos. Los dos retablos dorados del transepto son obras barrocas del siglo XVIII. El del brazo oeste fue terminado en 1754 y está dedicado a la Virgen de Covadonga y el del brazo este a la Virgen del Camino.

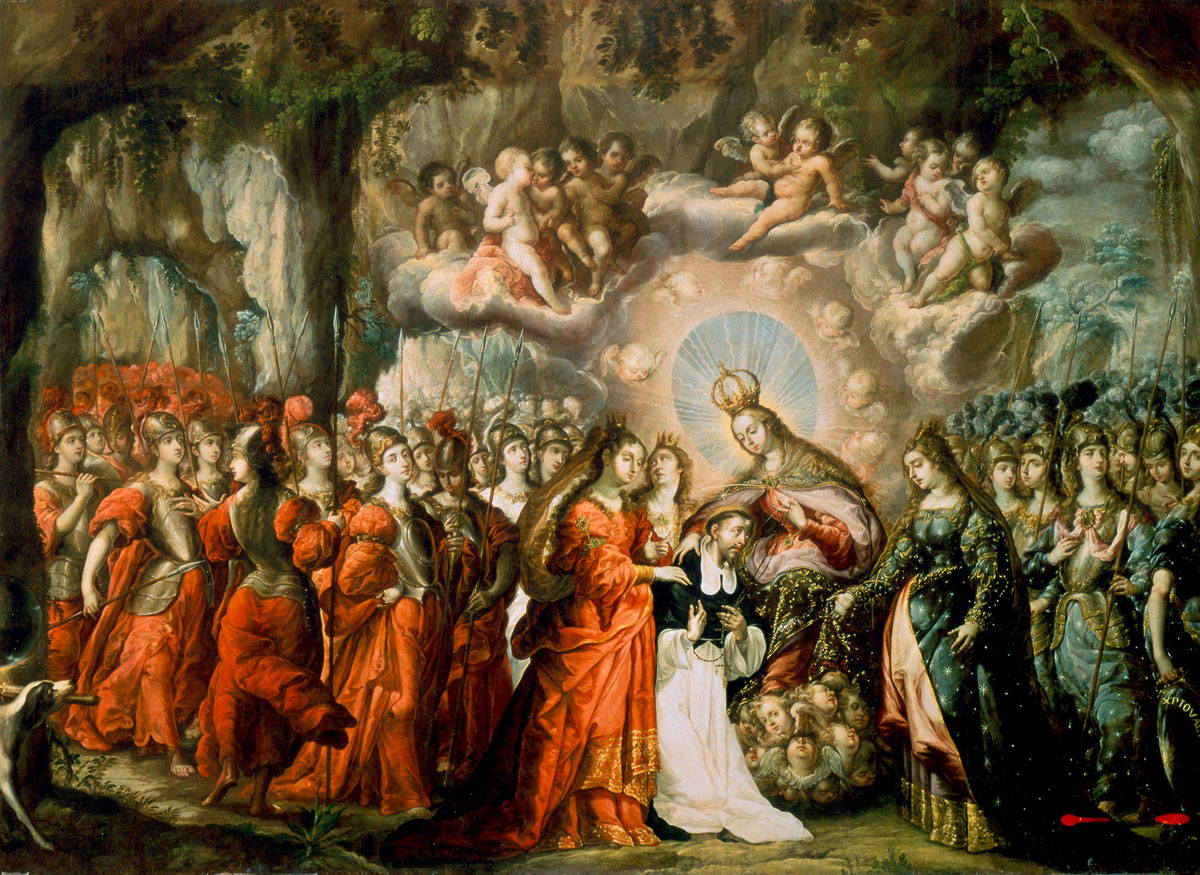
La lactación de Santo Domingo, de Cristóbal de Villalpando, en la sacristía.

El enorme retablo mayor es una destacada obra neoclásica de Manuel Tolsá, se divide en 2 cuerpos con 18 columnas festonadas; lo adornan 2 óleos, varias esculturas con medallones dorados y lienzos que escenifican pasajes de la vida de la Virgen María. El Cristo del altar mayor es la imagen más antigua de la iglesia, data del siglo XVI, está elaborada con pasta de caña de maíz y es conocido popularmente como El Cristo del Noviciado; según la leyenda, fue donada por un par de ángeles. A los costados de la nave, hay once capillas, dedicadas a San Pedro de Verona, la Virgen de los Dolores, la Divina Providencia, la Virgen del Rosario, Santa Catalina de Siena, el Señor del Rebozo, el Sagrado Corazón de Jesús, la Virgen de la Luz, San José, la Virgen de Guadalupe y San Martín de Porres. El Señor del Rebozo es una rara advocación muy venerada en esta iglesia, y los fieles le ofrendan un rebozo cuando se ha cumplido su petición. Otras veneraciones importantes son las de la Virgen del Rosario y San Martín de Porres.
La sacristía, al lado derecho del presbiterio, alberga importantes obras pictóricas del barroco novohispano, como la La imposición de la casulla a San Ildefonso, atribuida al fraile dominico Alonso López de Herrera, y La lactación de Santo Domingo, de Cristóbal de Villalpando.
La capilla más importante del convento, era la Capilla del Rosario, que fue construida por el arquitecto Lorenzo Rodríguez (el constructor del sagrario) y era considerada una de las más bellas de la ciudad. Fue demolida durante la reforma al abrir la calle Leandro Valle. Al costado poniente de la iglesia se puede apreciar en el muro el lugar donde se ubicaba esta capilla. El único elemento que se conserva de esta capilla es la reja, que está en la capilla del rosario actual .
Del conjunto conventual, además de la iglesia, se conservan la capilla de la Expiración, -ubicada al costado poniente del templo- y restos del espacio conocido como “El Patio de los Generales” que forma parte del Centro Cultural del México contemporáneo que está ubicado en la calle de Leandro Valle.

## En la cultura popular
El complejo arquitectónico así como la plaza que se ubica al frente de lo que anteriormente era el atrio de este templo, fue una de las localizaciones utilizadas en la filmación de la serie Ingobernable protagonizada por Kate del Castillo. Específicamente podemos observar tomas del exterior del recinto y de la nave principal del templo, además del retablo frontal, cuando se realiza la secuencia que corresponde a la ceremonia funeral privada del presidente fallecido "Diego Nava"(Erik Hayser), en el capítulo 5 del drama político.